# 堀本直克
堀本 直克（ほりもと なおかつ、1968年6月12日 - ）は、テレビ愛媛のアナウンサー。

## 経歴
愛媛県松山市出身。松山市立清水小学校→松山市立勝山中学校→愛媛県立松山北高等学校→東洋大学を卒業後、1991年群馬テレビにアナウンサーとして入社。おもにニュースや地域情報番組などを担当。

2005年テレビ愛媛の中途採用の話を知り、故郷に帰るならこれがチャンスと長年務めた群馬テレビを退社しテレビ愛媛に入社した。
現在はスポーツ中継などを中心に担当している。2012年からはそれまで同局のアナウンサー在職歴が長かった岡本匡史が報道部に異動した事から、同局アナウンサーの中で在職歴が最長となっている。千葉ロッテマリーンズの大ファン。

## 担当番組

### 現在（テレビ愛媛）
- EBCニュース
- EBCプライムニュース（平日メインキャスター）
- スポーツ全般

### 群馬テレビ時代
- ニュースジャストＮ（同局の根岸麻衣子アナウンサーとダブルキャスターで出演。）
- GTVニュース
- GTVジャストナウ600/930
- スポーツ実況（夏の高校野球など）
- JAみどりの風